# Fred Hoyle
Sir Fred Hoyle (24. juni 1915 – 20. august 2001) var engelsk astronom og tilhænger af teorien om, at universet stadig udvider sig samtidig med, at der dannes nyt stof i samme forhold, den såkaldte Steady State-teori. Indirekte var han med til at "opfinde" termen Big Bang under et radiointerview i BBC 28. marts 1949, hvori han kritiserede teorien bag Big Bang.

## Kontroverser
Kritik var kendetegnende for Fred Hoyle, og han blev involveret i flere kontroverser, dels på grund af sine holdninger som ofte stred imod gældende konsensus, men også på grund af direkte udtalelser, som for eksempel da han lækkede til en avis at han mente at nobelprisen til Antony Hewish i virkeligheden skulle have gået til eller inkluderet Jocelyn Bell, som var den der faktisk opdagede pulsarer, som var baggrunden for prisuddelingen, medens Hewish blot var hendes overordnede. Fred Hoyles kollega og medarbejder, William Alfred Fowler, fik i 1983 nobelprisen for kernereaktioner og dannelsen af grundstoffer i rummet. Der var en generel undren blandt astronomer over at Fred Hoyle ikke var inkluderet, da han havde været pioner på dette felt. Fowler understregede selv offentlig efter at have fået prisen, at Hoyle var grundlæggeren af kernesyntese. Spekulationerne gik på at Fred Hoyle blev udeladt dels på grund af udtalelserne om Hewish, og dels fordi han så ofte havde forsvaret ideer, der viste sig at være uholdbare. 

## Forfatterskab
Fred Hoyle var en ihærdig og flittig science Fiction forfatter, og har udgivet en lang række romaner hvor af nogle er oversat til dansk. Det drejer sig om "The Black Cloud", som på dansk hedder "Den sorte tåge", samt "A for Andromeda", som på dansk hedder "Budskabet fra Andromeda". I alt udgav Fred Hoyle ca. 42 bøger, hvoraf 23 var astronomisk fagbøger og 19 var science fiction noveller.